# Nicole (Band)
Nicole ist eine finnische Metalcore- und Melodic-Death-Metal-Band aus Seinäjoki, die im Jahr 1997 gegründet wurde.

## Geschichte
Die Band wurde im Jahr 1997 gegründet und bestand aus dem Sänger und Gitarristen Ilkka Laitala, dem Schlagzeuger Ville Sahakangas und dem Bassisten Iiro Rantanen. Kurze Zeit später stieß der Gitarrist und Sänger Jorma Korhonen hinzu, der im Jahr 1998 durch Olli Ketola ersetzt wurde. Danach kam Otto Seppelin im Jahr 2000 an den Turntables hinzu. Nachdem bereits mehrere Demos und EPs veröffentlicht worden waren, erschien im Jahr 2002 das Debütalbum Odotus bei dem bandeigenen Label Biotech Records. Im selben Jahr verließ Rantanen die Band und wurde durch Jussi Jokipii ersetzt. Das zweite Album Suljetut Ajatukset erschien im Jahr 2004 und erreichte Platz 37 der finnischen Albumcharts. Im selben Jahr erschien zudem die erste Live-DVD unter dem Namen 120 Minuuttia. Ein Jahr später verließen Seppelin und Jokipii die Band. Als neuer Bassist kam Sami Katajamäki zur Band, während Seppelin nicht ersetzt wurde. Im Jahr 2007 folgte das nächste Album namens Sivu Syyttömistä, das Platz elf in den finnischen Albumcharts erreichte. Zudem spielte die Band im selben Jahr auf dem Tuska Open Air Metal Festival und veröffentlichte unter dem Namen Tasavalta eine weitere Live-DVD. 2009 schloss sich das vierte Album Tuomittujen Joukkoon an. Zudem erschien die Live-DVD X, die die Band bei ihrem Konzert zur Feier ihres zehnjährigen Bestehens zeigte. Auf dem 2013 erschienenen Album Hävityksen Huoneet war Jonne Soidinaho als neuer Bassist zu hören.

## Stil
Laut metalstorm.net spielt die Band eine Mischung aus Metalcore und Melodic Death Metal.

## Diskografie

### Alben
- 2002: Odotus (Biotech Records)
- 2004: Suljetut Ajatukset (Biotech Records)
- 2007: Sivu Syyttömistä (Biotech Records)
- 2009: Tuomittujen Joukkoon (Biotech Records)
- 2013: Hävityksen Huoneet (Biotech Records)

### Demos, Singles und EPs
- 1998: Demo (Demo, Eigenveröffentlichung)
- 1999: Kun päivästä tulee yö (EP, Eigenveröffentlichung)
- 2000: Lahja (EP, Eigenveröffentlichung)
- 2001: Harmonia (EP, Eigenveröffentlichung)
- 2002: Ikuista (Single, Biotech Records)
- 2003: Valve (Single, Biotech Records)
- 2013: Horros (EP, Biotech Records)

### Videoalben
- 2004: 120 minuuttia (Biotech Records)
- 2007: Tasavalta (Biotech Records)
- 2009: X (u. a. Live-Aufnahmen vom 10-Jahre-Jubiläums-Auftritt, Biotech Records)